# Teorema de Rashevsky–Chow
En geometria sub-riemanniana, el teorema de Rashevsky–Chow (també conegut com teorema de Chow) afirma que dos punts qualssevol d'una varietat sub-riemanniana connexa, juntament amb una distribució generada a partir de claudàtors, estan connectats per un camí horitzontal dins de la varietat. Du el nom de Petr Constantinovitx Rashevsky, que el va demostrar l'any 1938 i de Wei-Liang Chow que ho va fer també, independentment, l'any 1939.
El teorema es pot expressar en diferents afirmacions equivalents, una de les quals diu que la topologia induïda per la mètrica de Carnot–Carathéodory és equivalent a la topologia intrínseca (localment euclidiana) de la varietat. Una afirmació més forta que implica el teorema és el teorema de bola-caixa (ball-box theorem en anglès). Vegeu, per exemple, Montgomery (2006) i Gromov (1996).
De vegades s'utilitza el terme teorema de Chow per fer referència al següent corol·lari: sigui {\displaystyle M} una varietat connexa i {\displaystyle \Delta } una distribució infinitament diferenciable en {\displaystyle M}, llavors si l'àlgebra de Lie de {\displaystyle \Delta } cobreix tot l'espai tangent de la varietat (és a dir, si {\displaystyle {\text{Lie}}^{(\infty )}(\Delta )=TM}), llavors, per a qualsevol punt {\displaystyle x_{0}\in M}, l'òrbita és tota la varietat (és a dir, {\displaystyle {\mathcal {O}}(x_{0},\Delta )=M}).